# Carlos Nieto
Carlos H. Nieto (La Plata, 25 giugno 1976) è un ex rugbista a 15 italiano di origine argentina, in carriera attivo nel ruolo di pilone e 34 volte internazionale per l'Italia.

## Biografia
Carlos nasce a La Plata, in Argentina.
Nei primi anni duemila arriva in Italia al GRAN Parma, disputando quattro stagioni di Super 10 con il club parmigiano. Nel 2004 passa al Viadana, per due stagioni, prima di essere ingaggiato dal Gloucester in English Premiership. Rimane a Gloucester fino al 2009, collezionando 41 presenze.
Nel 2009 passa ai Saracens di Londra, militandovi per quattro stagioni e vincendo l'English Premiership 2010-2011; al termine della stagione sportiva 2012-13 annuncia il ritiro dal rugby giocato.

### Carriera internazionale
Il 7 aprile 2002, a Roma, fa il suo esordio internazionale con la maglia dell'Italia nel match contro l'Inghilterra, valido per il Sei Nazioni 2002; successivamente, prende parte ad altri Sei Nazioni: nel 2006, 2007, 2008 e 2009, senza però essere selezionato per la Coppa del Mondo.

## Palmarès
- Premiership: 1
Saracens: 2010-11